# Nicolò Di Carlo
Nicolò Di Carlo (Altofonte, 19 dicembre 1810 – Altofonte, 5 giugno 1873) è stato un latinista italiano.

## Biografia
Era discendente da una delle più antiche famiglie di Parco, l'odierna Altofonte, il cui cognome ricorreva e ricorre tutt’oggi nella toponomastica del paese: vie, piazze e giardini sono infatti intitolati ai Di Carlo.
È stato lo stesso Di Carlo a scrivere che i suoi ricchissimi e potenti antenati, dopo avere vendicato l'onore della sorella, ingiustamente condotta in carcere, si allontanarono da Motta Santo Stefano presso Amestrata e decisero di stabilirsi ad Altofonte scegliendolo per la ricchezza del territorio e la vicinanza alla città di Palermo.
Don Nicolò Di Carlo è stato un professore di letteratura latina presso l’Università di Palermo, di lettere greche presso il Seminario arcivescovile di Palermo, nonché canonico della Cattedrale di Palermo.
Nel corso della Rivoluzione siciliana del 1848 è stato deputato della Camera dei Pari del Parlamento siciliano e fu costretto all'esilio a seguito della restaurazione borbonica operata da re Ferdinardo II delle Due Sicilie.
Dal giugno 1860 al gennaio 1861 fu anche rettore del Seminario arcivescovile di Palermo.
Autore di numerosi testi e versi in lingua latina e greca, è stato considerato come uno dei più colti e forbiti latinisti e grecisti del XIX secolo.

## Opera Pia
Con testamento olografo del 12 gennaio 1873, registrato a Palermo il 17 giugno dello stesso anno presso il notaio Francesco Paolo Cavarretta, il Canonico ha nominato proprio erede fiduciario e legatario il Rettore dell'Università degli Studi di Palermo, Professore Giuseppe Albeggiani e, in surroga del medesimo, i successivi Rettori pro tempore, disponendo in favore degli stessi un lascito di:
- cinque certificati nominativi di rendita sul Gran Libro del Debito Pubblico del Regno di Italia, dal valore totale di lire 4.500,00 annuali;
- lire 612,00 annuali su un corpo di case sito in Via Candelai.
Secondo le volontà testamentarie del Canonico i legati avrebbero dovuto finanziare la istituzione di:
- sei premi biennali in medaglia d'oro, dei quali tre dal valore di lire 1.200,00 e tre dal valore di lire 800,00, da conferire mediante concorso per esami nelle materie di letteratura greca, letteratura latina, letteratura italiana, storia antica, storia moderna e filosofia della storia agli studenti più meritevoli della Regia Università degli Studi di Palermo e dei Seminari Arcivescovili di  Palermo e di  Monreale;
- due alunnati di mantenimento agli studi, ciascuno dal valore di lire 650,00 annuali, da aggiudicare mediante concorso presso il Seminario arcivescovile di Monreale ai propri parenti o, in mancanza, ai giovani del Comune di Altofonte aventi il cognome Di Carlo, nonché un terzo alunnato, dal valore di lire 612,00 annuali, da attribuire mediante concorso ad un giovane studente del Comune di Altofonte;
- due premi annuali in medaglia d'oro, dal valore di lire 200,00 ciascuno, da assegnare mediante concorso ad uno degli studenti più meritevoli dei Seminari Arcivescovili di Palermo e  Monreale.
Ulteriori lire 100,00 annuali, finalizzate all'acquisto di libri elementari al principio di ogni anno scolastico, furono donate dal Di Carlo a favore degli studenti più poveri delle scuole di Altofonte.
La rendita residua avrebbe dovuto essere investita in un fondo di sopravanzi da utilizzare per finanziare perpetuamente i citati premi e alunnati, ma anche per istituire un fondo:
- di lire 200,00 annue per acquistare ogni cinque anni libri di letteratura ed erudizione orientale da donare alla Biblioteca Comunale di Palermo;
- di lire 200,00 annue da cumulare in un premio quinquennale a favore dei migliori agricoltori e commercianti del Comune di Altofonte.

## Riconoscimenti
A Palermo, presso l'ex Convento di San Giuseppe dei Teatini di via Maqueda, odierna facoltà di giurisprudenza del capoluogo siciliano, è presente un busto marmoreo che lo ritrae, realizzato dal noto scultore palermitano Domenico De Lisi nel 1896. Inoltre, sempre nel capoluogo, gli è stata intitolata una via cittadina.

## Onorificenze
Cavaliere dell'Ordine dei Santi Maurizio e Lazzaro
- 6 ottobre 1867 - 

## Opere
- Federico II l'aragonese sul trono di Sicilia: canzone greca del sac. Niccolò Di Carlo, tradotta dal medesimo in italiano, Palermo: reale stamperia, 1836.
- Versi latini ed iscrizioni/ del sac. Niccolo Di Carlo, Palermo: tipografia e legatoria Roberti, 1838.
- Il Petrarca fra le rovine del Campidoglio o La rigenerazione di Roma e la moderna civiltà: canti 8. / del sac. Niccolò Di Carlo, Palermo: dalla stamperia Oretea, 1840.
- Silva De pulcherrima Altifontis Vicinia, locorumque adjacentium situ amoenissimo, Parco, 1841.
- Memoria pel concorso alla Cattedra di eloquenza e letteratura italiana nella Università di Palermo scritta in ore 21 nel di 4 gennaio 1842 e pubblicata secondo i nuovi regolamenti dal sac. Niccolò Di Carlo, Palermo: tipografia e legatoria Roberti, 1842.
- Per la solenne consacrazione di monsignor D. D. Domenico Cilluffo, Arcivescovo di Adana: canti 3 del sac. Niccolò Di Carlo, Palermo: poligrafia Empedocle, 1842.
- Litterarium trium candidatorum certamen de eloquentiae ac poesiae latinae obtinendo magisterio in Panormitana studiorum universitate initum kalendis junii 1843 / poetice enarrabat sac. Nicolaus Di Carlo, Panormi: tipografia F. Lao, 1843.
- De latinis oratoribus quinto idus junias anno 1843 ex tempore disserebat / sac. Nicolaus Di Carlo, Panormi: ex officina libraria F. Lao, 1843.
- Nonum Antonii Comaschi volatum Panormi confectum postridie idus julii 1843, poetice enarrabat sac. Nicolaus Di Carlo, Panormi: F. Lao, 1843.
- Aliquot suas inscriptiones vel adhuc ineditas vel singulatim excusas edendas / curavit nonnulis additis carminibus sac. Nicolaus Di Carlo, Panormi: F. Lao, 1843.
- Sur l'heureux depart de Palerme le 16 mars 1846 d'Alexandre, imperatrice de toutes les Russies: petit poeme latin de l'ab. Nicolas Di Carlo / avec une traduction en prose francaise, Palerme: chez F. Lao, 1846.
- Alexandrae P. F. A. Moschorum imperatricis faustum Panormo digressum postridie idus Martias an 1846 auspicato initum poetice enarrabat sac. Nicolaus Di Carlo, Panormi: tipografia F. Lao, 1846.
- Versi latini, iscrizioni, orazioni, versi greco-latini, e greco-italiani con un elogio di Giuseppe Saitta / del sac. Nicolò Di Carlo, Palermo: stamperia del Morvillo, 1849.
- Opere di Niccolò Di Carlo, Palermo: dalla stamperia del Morvillo, 1849.
- Nei funerali del Card. Ferdinando M. Pignatelli, Arcivescovo di Palermo / inscrizioni di Niccolò Di Carlo, Palermo, 1853?
- Per le esequie della sig.ra Vittoria Alliata e Stagno dei duchi di Saponara, marchesa di Collalto, morta il di 29 aprile del 1854: iscrizioni di Niccolò Di Carlo. Palermo: stamperia D. Maccarrone, 1854.
- Per le esequie del p. d. Giuseppe M. D'Agostino: elogio funebre / scritto e recitato da Niccolò Di Carlo. Palermo: tipografia Morvillo, 1854.
- A Raffaello Politi: pittore, architetto, archeologo: siracusano in Girgenti: stanze liriche in metro libero di Niccolò Di Carlo. Palermo, dopo il 1856.
- Carattere primitivo del sotterraneo della Cattedrale di Palermo, stato presente di esso: idee del professore Niccolò Di Carlo. 1869.
- Nelle esequie di monsignor G. B. Naselli: iscrizioni di Niccolò Di Carlo. Dopo il 1870.
- L'Italia / di Niccolò Di Carlo, Palermo: stab. tip. di F. Lao.